# Jonathan Varane
Jonathan Varane (* 9. September 2001 in Lille) ist ein französischer Fußballspieler, der aktuell bei den Queens Park Rangers spielt.

## Karriere
Varane begann seine fußballerische Ausbildung 2007 beim RC Lens. In der Saison 2020/21 kam er bereits zu zwei Einsätzen im Zweitteam in der National 2. Ende der Saison unterschrieb er seinen ersten Profivertrag. In der Saison 2020/21 kam er regelmäßig bei der zweiten Mannschaft zum Einsatz und spielte bis zur Winterpause einmal für die Profis. Am 10. Dezember 2021 (18. Spieltag) debütierte er nach später Einwechslung bei einer 2:3-Niederlage gegen den FC Nantes. Ende Januar 2022 wurde er bis zum Ende der Spielzeit an den Zweitligisten AF Rodez verliehen. Dort kam er jedoch nur zu sechs Einsätzen, wobei er nur einmal in der Startelf stand.
Im Sommer 2022 kehrte er zunächst kurzzeitig nach Lens zurück, ehe er im August 2022 nach Spanien zu Sporting Gijón wechselte, wo er zunächst für die zweite Mannschaft auflaufen sollte. Im Januar 2023 rückte er in die Profimannschaft in der Segunda División auf. Bis zum Saisonende bestritt er dort noch 17 Ligaspiele. In der anschließenden Spielzeit 2023/24 kam er auf insgesamt 22 Einsätze und konnte sich mit der Mannschaft für die Aufstiegsspiele qualifizieren, in denen man jedoch gegen Espanyol Barcelona scheiterte.
Im August 2024 verpflichtete ihn der englische Zweitligist Queens Park Rangers.

## Familie
Er ist martiniquischer Abstammung seitens seines Vaters. Zudem ist der Fußballspieler Raphaël Varane sein Halbbruder.